# Nowy cmentarz żydowski w Pińczowie
Nowy cmentarz żydowski – kirkut służący żydowskiej społeczności zamieszkującej niegdyś Pińczów. Znajduje się pomiędzy ulicami Grodziskową i Batalionów Chłopskich. Powstał w XIX wieku. Został zniszczony podczas II wojny światowej. Na terenie pobliskiego młyna odnaleziono po wojnie około 50 macew pochodzących m.in. z tego kirkutu. Na terenie cmentarza zachowały się jedynie fragmenty potłuczonych nagrobków.